# Rachel McAdams
Rachel Anne McAdams (sinh ngày 17 tháng 11 năm 1978) là một nữ diễn viên người Canada. Cô từng được đề cử hai giải Sao Thổ cho Nữ diễn viên chính và Nữ diễn viên phụ xuất sắc nhất. Cô được biết đến nhiều qua những vai diễn trong phim Mean Girls, The Notebook, The Time Traveler's Wife, Sherlock Holmes và The Vow.

## Cuộc đời và sự nghiệp
Rachel McAdams lớn lên ở St. Thomas, Ontario. Từ năm 4 tuổi, cô đã có sự nghiệp thi đấu trượt băng nghệ thuật. Năm 13 tuổi, cô tham gia biểu diễn trong các vở kịch của Shakespeare ở trại hè.
Khi học trung học, McAdams đã dự định vào đại học để học chuyên ngành nghiên cứu về văn hóa. Vào phút chót, một giáo viên dạy kịch đã khuyến khích cô đi dự thi vào ngành kịch nghệ. Cuối cùng cô trở thành sinh viên đại học York chuyên ngành về sân khấu và tốt nghiệp xuất sắc.
Năm 2002, một vai phụ trong bộ phim Perfect Pie đã đem về cho cô một đề cử giải Genie (có thể coi là Oscar của Canada), giúp cô lọt vào sự chú ý của các nhà làm phim Hollywood. Sau đó, cô tiếp tục tham gia phim The Hot Chick trong cùng năm, nói về một cô nữ sinh bị tráo đổi thân thể với một người đàn ông.

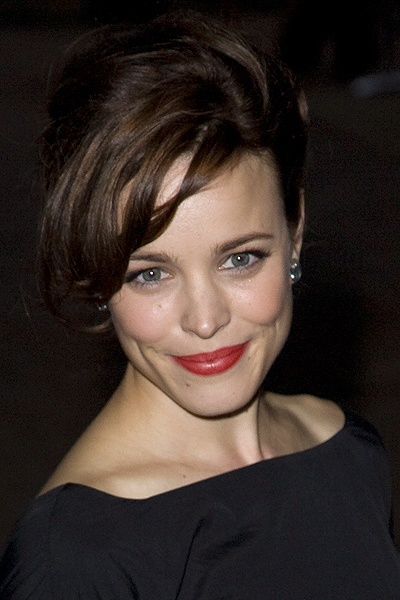
McAdams ở Liên hoan phim Toronto năm 2007

Năm 2004, McAdams trở thành ngôi sao khi tham gia bộ phim tuổi học trò nổi tiếng Mean Girls với vai một cô nàng lắm chiêu tóc vàng hoe thống trị trường trung học. Thành công của cô nối tiếp với bộ phim tình cảm The Notebook chuyển thể từ tiểu thuyết cùng tên của Nicholas Sparks, bạn diễn Ryan Gosling của cô trong phim sau đó đã trở thành bạn trai thật ngoài đời.
Năm 2005, McAdams tham gia bộ phim bom tấn Wedding Crashers cùng các tài tử Owen Wilson và Vince Vaughn. Rồi đảm nhận vai chính trong bộ phim kinh dị Red Eye. Không dừng lại ở đó, cô tiếp tục đóng trong bộ phim hài The Family Stone cùng dàn sao Sarah Jessica Parker, Diane Keaton, Luke Wilson và Claire Danes.
Sau một năm bận rộn, McAdams đã nghỉ ngơi một thời gian khỏi công việc diễn xuất. Năm 2008, cô quay lại trong bộ phim Married Life và The Lucky Ones đều thất bại về doanh thu. Thời gian này, cô cũng tái hợp với người tình Ryan Gosling sau khi đã chia tay năm 2007. Tháng 12 năm 2008, cặp đôi này lại tiếp tục tan vỡ lần thứ hai.
Năm 2009, cô hẹn hò với nam diễn viên Josh Lucas. Đồng thời thủ vai trong bộ phim về chính trị State of Play cùng Russell Crowe và Ben Affleck, nhưng không thành công lắm về doanh thu. Sau đó, thành công lại nở rộ với McAdams khi cô tham gia bộ phim tình cảm lãng mạn The Time Traveler's Wife. Tiếp đến là vai diễn Irene Adler trong bộ phim bom tấn Sherlock Holmes được chuyển thể từ tiểu thuyết của Conan Doyle, với sự tham gia của các minh tinh Robert Downey Jr. và Jude Law.
Năm 2010, cô vinh dự được lên trang bìa của tạp chí danh tiếng Vogue. Và bị đồn thổi là hẹn hò với chàng bạn diễn Michael Sheen trong phim Midnight in Paris. Cũng trong năm này, McAdams góp mặt trong bộ phim hài Morning Glory với kết quả doanh thu hơi ảm đạm.
Tháng 12 năm 2011, bộ phim Sherlock Holmes: A Game of Shadows với McAdams trong vai cũ được trình chiếu tại Mỹ.
Năm 2012, cô đóng vai chính cùng Channing Tatum trong bộ phim tình cảm The Vow (tựa tiếng Việt: Yêu lại từ đầu) được công chiếu nhân Ngày Valentine. Đồng thời, xuất hiện cùng Ben Affleck trong một bộ phim tình cảm khác được viết kịch bản và đạo diễn bởi Terrence Malick.

## Giải thưởng
| Năm  | Giải                          | Hạng mục                                                                                            | Phim                                 | Kết quả   |
| ---- | ----------------------------- | --------------------------------------------------------------------------------------------------- | ------------------------------------ | --------- |
| 2002 | Giải Genie                    | Diễn xuất hay nhất của nữ diễn viên phụ                                                             | Perfect Pie                          | Đề cử     |
| 2005 | MTV Movie Awards              | Nữ diễn viên đột phá xuất sắc nhất                                                                  | Mean Girls                           | Đoạt giải |
| 2005 | MTV Movie Awards              | Diễn xuất của nữ diễn viên hay nhất                                                                 | The Notebook                         | Đề cử     |
| 2005 | MTV Movie Awards              | Nụ hôn tuyệt vời nhất (chia giải cùng Ryan Gosling)                                                 | The Notebook                         | Đoạt giải |
| 2005 | MTV Movie Awards              | Đội hình tuyệt vời nhất trong phim (chia giải cùng Lindsay Lohan, Lacey Chabert và Amanda Seyfried) | Mean Girls                           | Đoạt giải |
| 2005 | MTV Movie Awards              | Kẻ phản diện hay nhất                                                                               | Mean Girls                           | Đề cử     |
| 2005 | Giải ShoWest                  | Nữ diễn viên phụ của năm                                                                            | Mean Girls và The Notebook           | Đoạt giải |
| 2005 | Giải Sự lựa chọn của Giới trẻ | Nữ diễn viên điện ảnh - Phim chính kịch                                                             | The Notebook                         | Đoạt giải |
| 2005 | Giải Sự lựa chọn của Giới trẻ | Mối tình trong phim điện ảnh (chia giải cùng Ryan Gosling)                                          | The Notebook                         | Đoạt giải |
| 2005 | Giải Sự lựa chọn của Giới trẻ | Màn khóa môi trong phim hay nhất (chia giải cùng Ryan Gosling)                                      | The Notebook                         | Đoạt giải |
| 2005 | Giải Sự lựa chọn của Giới trẻ | Cảnh yêu đương trong phim hay nhất (chia giải cùng Ryan Gosling)                                    | The Notebook                         | Đoạt giải |
| 2006 | Giải BAFTA                    | Ngôi sao đang trỗi dậy                                                                              | —                                    | Đề cử     |
| 2006 | MTV Movie Awards              | Diễn xuất hay nhất                                                                                  | Red Eye                              | Đề cử     |
| 2006 | Giải Vệ tinh                  | Nữ diễn viên phụ xuất sắc nhất - Phim hài hoặc ca nhạc                                              | The Family Stone                     | Đề cử     |
| 2006 | Giải Sao Thổ                  | Nữ diễn viên chính xuất sắc nhất                                                                    | Red Eye                              | Đề cử     |
| 2006 | Giải Sự lựa chọn của giới trẻ | Nữ diễn viên điện ảnh xuất sắc nhất – Phim hài                                                      | Wedding Crashers và The Family Stone | Đoạt giải |
| 2009 | Giải Sao Thổ                  | Nữ diễn viên phụ xuất sắc nhất                                                                      | Sherlock Holmes                      | Đề cử     |
| 2009 | ShoWest                       | Ngôi sao nữ của năm                                                                                 | —                                    | Đoạt giải |
| 2010 | Giải Sự lựa chọn của Giới trẻ | Nữ diễn viên điện ảnh xuất sắc nhất - Phim phiêu lưu hành động                                      | Sherlock Holmes                      | Đoạt giải |